# 奧迪孔雀鯛
奧迪孔雀鯛，為輻鰭魚綱鱸形目隆頭魚亞目慈鯛科的其中一種，被IUCN列為次級保育動物，分布於非洲馬拉威湖流域，為特有種，體長可達8公分，棲息在沙地，以沙中的小型無脊椎動物為食，可做為觀賞魚。

## 擴展閱讀
維基物種上的相關：奧迪孔雀鯛